# Visoca
Visoca è un comune della Moldavia situato nel distretto di Soroca di 2.375 abitanti al censimento del 2004